# Arroyo Falso Mandiyú
El arroyo Santa Rosa  es un pequeño curso de agua uruguayo, ubicado en el departamento de Artigas, perteneciente a la cuenca hidrográfica del río Uruguay. Nace en la cuchilla Guaviyú, cerca de la localidad de Colonia Palma  y desemboca en el Arroyo Mandiyú.